# Schussenbecken mit Tobelwäldern südlich Blitzenreute
Das FFH-Gebiet Schussenbecken mit Tobelwäldern südlich Blitzenreute entstand 2015 durch die Zusammenlegung der drei bereits bestehenden FFH-Gebiete Buchenwälder bei Fronhofen, Tobelwälder bei Blitzenreute sowie Schussenbecken und Schmalegger Tobel im Süden des deutschen Bundeslandes Baden-Württemberg. Diese ehemaligen Gebiete wurden bereits im Jahr 2005 durch das Regierungspräsidium Tübingen nach der Richtlinie 92/43/EWG (Fauna-Flora-Habitat-Richtlinie) angemeldet. Mit Verordnung des Regierungspräsidiums Tübingen zur Festlegung der Gebiete von gemeinschaftlicher Bedeutung vom 5. November 2018 wurde das Schutzgebiet festgelegt.

## Lage
Das rund 1388 Hektar (ha) große Schutzgebiet Schussenbecken mit Tobelwäldern südlich Blitzenreute gehört naturräumlich zum Bodenseebecken und zum Oberschwäbischen Hügelland. Seine 18 Teilflächen liegen auf einer Höhe von 395 bis 712 m ü. NHN und erstrecken sich zu 14,5 % im Bodenseekreis (Gemeinden Eriskirch, Friedrichshafen, Meckenbeuren und Tettnang) und zu 85,5 % im Landkreis Ravensburg (Gemeinden Baienfurt, Baindt, Berg, Fronreute, Horgenzell, Ravensburg, Weingarten, Wilhelmsdorf und Wolpertswende).
Im Wesentlichen umfassen die Teilflächen den Lauf der Schussen ab Mochenwangen mit einigen Zuflüssen.

## Schutzzweck

### Lebensraumtypen
Folgende Lebensraumtypen nach Anhang I der FFH-Richtlinie kommen im Gebiet vor:
| EU Code | * | Lebensraumtyp (offizielle Bezeichnung)                                                                          | Kurzbezeichnung                              |
| ------- | - | --- | -------------------------------------------- |
| 3150    |   | Natürliche eutrophe Seen mit einer Vegetation des Magnopotamions oder Hydrocharitions                           | Natürliche nährstoffreiche Seen              |
| 3260    |   | Flüsse der planaren bis montanen Stufe mit Vegetation des Ranunculion fluitantis und des Callitricho-Batrachion | Fließgewässer mit flutender Wasservegetation |
| 6210    |   | Naturnahe Kalk-Trockenrasenund deren Verbuschungsstadien (Festuco-Brometalia)                                   | Kalk-Magerrasen                              |
| 6410    |   | Pfeifengraswiesen auf kalkreichem Boden, torfigen und tonig-schluffigen Böden (Molinion caeruleae)              | Pfeifengraswiesen                            |
| 6430    |   | Feuchte Hochstaudenfluren der planaren und montanen bis alpinen Stufe                                           | Feuchte Hochstaudenfluren                    |
| 6510    |   | Magere Flachland-Mähwiesen (Alopecurus pratensis, Sanguisorba officinalis)                                      | Magere Flachland-Mähwiesen                   |
| 7140    |   | Übergangs- und Schwingrasenmoore                                                                                | Übergangs- und Schwingrasenmoore             |
| 7220    | * | Kalktuffquellen (Cratoneurion)                                                                                  | Kalktuffquellen                              |
| 7230    |   | Kalkreiche Niedermoore                                                                                          | Kalkreiche Niedermoore                       |
| 9130    |   | Waldmeister-Buchenwald (Asperulo-Fagetum)                                                                       | Waldmeister-Buchenwald                       |
| 9160    |   | Subatlantischer oder mitteleuropäischer Stieleichenwald oder Eichen-Hainbuchenwald (Carpinion betuli)           | Sternmieren-Eichen-Hainbuchenwald            |
| 9180    | * | Schlucht- und Hangmischwälder (Tilio-Acerion)                                                                   | Schlucht- und Hangmischwälder                |
| 91E0    | * | Auen-Wälder mit Alnus glutinosa und Fraxinus excelsior (Alno-Padion, Alnion incanae, Salicion albae)            | Auenwälder mit Erle, Esche, Weide            |

### Arteninventar
Folgende Arten von gemeinschaftlichem Interesse kommen im Gebiet vor:
| Bild                        | EU Code | * | Art                         | wissenschaftlicher Name    | Artengruppe           |
| --------------------------- | ------- | - | --------------------------- | -------------------------- | --------------------- |
| Kleine Flussmuschel         | 1032    |   | Kleine Flussmuschel         | Unio crassus               | Muscheln              |
| Grüne Flussjungfer          | 1037    |   | Grüne Flussjungfer          | Ophigomphus cecilia        | Libellen              |
| Helm-Azurjungfer            | 1044    |   | Helm-Azurjungfer            | Coenagrion mercuriale      | Libellen              |
| Strömer                     | 1131    |   | Strömer                     | Leuciscus souffia agassizi | Fische und Rundmäuler |
| Bitterling                  | 1134    |   | Bitterling                  | Rhodeus sericeus           | Fische und Rundmäuler |
| Groppe                      | 1163    |   | Groppe                      | Cottus gobio               | Fische und Rundmäuler |
| Bechsteinfledermaus         | 1323    |   | Bechsteinfledermaus         | Myotis bechsteinii         | Säugetiere            |
| Großes Mausohr              | 1324    |   | Großes Mausohr              | Myotis myotis              | Säugetiere            |
| Biber                       | 1337    |   | Biber                       | Castor fiber               | Säugetiere            |
| Grünes Besenmoos            | 1381    |   | Grünes Besenmoos            | Dicranum viride            | Moose                 |
| Firnisglänzendes Sichelmoos | 1381    |   | Firnisglänzendes Sichelmoos | Drepanocladus vernicosus   | Moose                 |
| Gelber Frauenschuh          | 1902    |   | Gelber Frauenschuh          | Cypripedium calceolus      | Pflanzen              |
| Sumpf-Glanzkraut            | 1903    |   | Sumpf-Glanzkraut            | Liparis loeselii           | Pflanzen              |

### Zusammenhängende Schutzgebiete
Folgende Naturschutzgebiete sind Bestandteil des FFH-Gebiets: 
- Schenkenwald
- Schmalegger und Rinkenburger Tobel
- Kemmerlanger Moos
- Gornhofer Egelsee
- Knellesberger Moos